# Gibosia bispinata
Gibosia bispinata är en bäcksländeart som beskrevs av Wu, C.F. 1962. Gibosia bispinata ingår i släktet Gibosia och familjen jättebäcksländor. Inga underarter finns listade i Catalogue of Life.